# Паржањ
43° 10′ 23″ N 16° 19′ 30″ E / 43.17306° С; 16.32500° И
Паржањ је ненасељено острвце у хрватском дијелу Јадранског мора. Налази се у групи Паклених отока у средњој Далмацији између острвца Вели Водњак и Свети Клемент. Његова површина износи 0,040 , док дужина обалске линије износи 0,80 km. Највиши врх је висок 18 m. Административно припада Граду Хвару у Сплитско-далматинској жупанији.